# Philodendron cotobrusense
Philodendron cotobrusense är en kallaväxtart som beskrevs av Thomas Bernard Croat och Michael Howard Grayum. Philodendron cotobrusense ingår i släktet Philodendron och familjen kallaväxter. Inga underarter finns listade.